# Булаенко, Владимир Дмитриевич
Владимир Дмитриевич Булаенко (укр. Володимир Дмитрович Булаєнко; 8 августа 1918, с. Сорокодубы (ныне Красиловского района Хмельницкой области Украины) — 19 августа 1944, близ г. Бауска Латвия) — украинский советский поэт. Член Национального союза писателей Украины (посмертно с 1961 г.)

## Биография
Родился в крестьянской семье. В 1938—1941 годах учился в Днепропетровском университете (1938-41). С первых дней Великой Отечественной войны — на фронте. Младший лейтенант. В 1941 в Донбассе попал в плен. Бежал. Добрался до родного села. Скрывался от оккупантов, лечился. После освобождения села Красной Армией, снова на фронте. Погиб в бою с немецко-фашистскими захватчиками в районе прибалтийского города Бауска. Похоронен на городском военном кладбище.
В 1961 году посмертно принят в Союз писателей Украины.

## Творчество
Первые стихи поэта появились на страницах районной газеты в школьные годы. Во время учёбы в университете писал стихи, пробовал себя, как прозаик. Написал очень мало. Несколько десятков поэтических миниатюр. Но в них есть все то, что создает настоящего поэта, — гражданская тема, народная правда, оригинальность, простота слова.
Во фронтовых стихах реалистично воссоздал картины войны. Произведения В. Булаенко проникнуты пафосом несокрушимости, верой в неизбежную победу над врагом. Перед смертью В. Булаенко передал друзьям вместе с полевой сумкой тетрадь стихотворений, которая была издана отдельной книгой в издательстве «Молодь».
Отдельной книгой его произведения изданы посмертно.

## Избранные сочинения
- Поезії. К.: Молодь, 1958.
- Стихотворения. 1937—1944 / Пер. с укр. / М.: Молод. Гвардия. — 1973.
- Поезії. К.: Молодь, 1974.
- Поки серце в нас живе… Вірші. Спогади. Присвяти. К.: Молодь, 1992.
- Вибране. Хмельницький: Доля, 1993.
- Нерозкрадена доба. Вибрана лірика Володимира Булаєнка. Сто печалей в маминих очах. 1998.

## Память
В июне 1993 года в родном селе поэта открыт музей. С 1989 года центральная районная библиотека в Красилове носит имя поэта-воина. В Хмельницкой области учреждена литературная премия имени В. Булаенко.
Он навечно занесен в списки студентов филологического факультета Днепропетровского университета. В мае 2014 года на доме поэта в селе Сорокодубы открыта мемориальная доска.